# 高察
高察（1534年—？年），字惟哲，又字汝哲，號太湖，四川成都府內江縣人，民籍。

## 生平
正月十七日生，行三，治《詩經》，由府學附學生中式嘉靖三十一年壬子科（1552年）四川鄉試第五十六名舉人，嘉靖三十五年丙辰科會試第四十名，三甲第一百四十五名進士。工部观政，授直隶濬縣知县，三十九年復除南乐县，四十一年升刑部主事，四十四年调吏部，四十五年升员外，隆慶元年（1567年）升郎中，三年正月升河南布政司右参政，五年十二月升广西按察使，萬曆元年（1573年）十月升本省右布政，三年十月升左布政。

## 家族
曾祖高志堯，壽官；祖高舉，教諭；父高文瀚，歲貢生封吏部主事加员外加郎中；母李氏，贈安人加宜人。具慶下，兄遵；寰；從。